# Pyxicephalinae
Pyxicephalinae vormen een onderfamilie van kikkers uit de familie Pyxicephalidae. De groep werd voor het eerst wetenschappelijk beschreven door Karel Lucien Bonaparte in 1850. Oorspronkelijk werd de wetenschappelijke naam Pyxicephalina gebruikt.
Er zijn zes soorten in twee geslachten die voorkomen in Afrika, ten zuiden van de Sahara.

## Taxonomie
- Geslacht Aubria
- Geslacht Pyxicephalus

Cacosterninae · 
Pyxicephalinae